# Korydallós
Ne doit pas être confondu avec le village de Korydallós en Thessalie.
Korydallós (en grec moderne : Κορυδαλλός), ou en français Corydalle, est un dème situé dans le district régional du Pirée dans la périphérie de l'Attique en Grèce. Le territoire de Korydallós est essentiellement urbanisé, faisant partie de l'agglomération d'Athènes. Korydallós administre sur son territoire la prison de Korydallós, une des principales prisons grecques.

## Étymologie
Il tient son nom du mont Corydalle. Avant 1934, la localité se nommait Koutsikári ou Koutsoukári, du nom d'un ancien propriétaire.

## Géographie
Korydallós est situé au au sud-est du mont Aigáleo (el), à 7 kilomètres à l'ouest du centre d'Athènes et à 4,5 kilomètres au nord du Pirée.
Le dème a une superficie de 4,324 km2.
Ses dèmes voisins sont Níkea-Ágios Ioánnis Rénti au sud et Agía Varvára et Chaïdári au nord.

## Population
| 1920 | 1928  | 1940  | 1951   | 1961   |
| ---- | ----- | ----- | ------ | ------ |
| 78   | 2 429 | 9 690 | 15 125 | 30 859 |

| 1971   | 1981   | 1991   | 2001   | 2011   |
| ------ | ------ | ------ | ------ | ------ |
| 47 335 | 61 313 | 63 184 | 67 456 | 63 445 |

| 2021   | - | - | - | - |
| ------ | - | - | - | - |
| 61 248 | - | - | - | - |

## Transports
La station Korydallós (en) de la ligne 3 du métro d'Athènes donne accès au Pirée et à Aéroport.
Korydallós est au sud de l'autoroute A8, qui relie Athènes à la ville portuaire de Patras.

## Jumelages
| Ville | Ville          | Pays | Pays   | Période     |
| ----- | -------------- | ---- | ------ | ----------- |
|       | Áyios Dométios |      | Chypre | depuis 2000 |